# 陳司翰
陳司翰（ビクター・チャン、Victor Chen Sze Hon, 1978年5月8日 - ）は中国・香港の俳優、歌手。陳慧琳（ケリー･チャン）の弟。本名は陳振華。1年間 俳優・歌手になる為の修行・トレーニングを行った後、2001年6月にデビュー。

## 人物
- 身長：185センチ、体重75キロ
- 学歴：ウェストミンスター大学建築学科（イギリス）
- 語学:英語、中国語、広東語、フランス語（少し）
- 趣味：読むこと、書くこと、歌うこと、作詞作曲、バドミントン
- 好きな食べ物：焼肉、果物
- 好きな飲み物:ミネラルウォーター

## 出演
ドラマ
- 又见橘花香（2003年）
- 原来就是你（2004年）
- 粉领一族（2004年）
- 戏王之王（2007年）
- 后来（2007年）
- 西游记（2009年）

広告
- 雀巢柠檬茶（2001年 - 2002年）
- bossini（fall/winter2002年 - 2003年）